# Лаут, Франц Йозеф
Франц Йозеф Лаут (нем. Franz Joseph Lauth; 1822—1895) — немецкий востоковед; профессор египтологии Мюнхенского университета.

## Биография
Франц Йозеф Лаут родился 18 февраля 1822 года в городе Ландау-ин-дер-Пфальц. С 1842 по 1845 год он учился классической филологии. 
В 1849 году Лаут был принят на место учителя в «Wilhelmsgymnasium» города Мюнхена.
С 1863 по 1865 год Франц Йозеф Лаут путешествовал с научными целями по Египту, который в то время был частью Османской империи.
В 1865 году Лаут был назначен профессором в Гимназии Максимилиана и получил Большую золотую медаль от короля Максимилиана II Баварского за свои хронологические исследования зодиакального круга Дендеры и наследия древнеегипетского историка Манефона из Себеннита. Благодаря благосклонности монарха Франц Йозеф Лаут смог получить доступ к коллекциям древностей при королевском дворе, архивам королевской библиотеки и изучить королевскую коллекцию египетских артефактов, хранящихся во дворце. Позже он изучал подобные коллекции в Вене, Триесте, Риме, Флоренции, Париже, Лондоне и Лейдене (уделяя особое внимание папирусам). 
Среди научных публикаций учёного наиболее известны следующие: «Der Hohepriester und Oberbaumeister Bokenchous» (Лейпциг, 1863); «Manetho und der Turiner Papyrus» (1863); «Die Pianchi-Stele» (1870); «Les sodiaques de Denderah» (1865).
Франц Йозеф Лаут умер 11 февраля 1895 года в городе Мюнхене.
На следующий год после смерти учёного, на страницах «Энциклопедического словаря Брокгауза и Ефрона», была дана следующая оценка научным работам Лаута: «Недостаток критики и склонность к маловероятным гипотезам сделали его многочисленные труды мало пригодными; школы Л. не создал и умер забытым».